# Liste des lacs de Berlin
La liste des lacs de Berlin présente par ordre alphabétique une vue d'ensemble des plans d'eau de l'État de Berlin en Allemagne.
- Haut – A
- B
- C
- D
- E
- F
- G
- H
- I
- J
- K
- L
- M
- N
- O
- P
- Q
- R
- S
- T
- U
- V
- W
- X
- Y
- Z

## A
| Nom                   | Quartier     | Tributaire | Émissaire | Superficie (ha) | Notes |
| --------------------- | ------------ | ---------- | --------- | --------------- | ----- |
| Arkenberger Baggersee | Blankenfelde | isolé      | isolé     | 11              |       |

## B
| Nom                  | Quartier   | Tributaire  | Émissaire           | Superficie (ha) | Notes            |
| -------------------- | ---------- | ----------- | ------------------- | --------------- | ---------------- |
| Barssee              | Grunewald  | isolé       | isolé               |                 |                  |
| Bauersee             | Müggelheim | Müggelspree | Parine              |                 |                  |
| Biesdorfer Baggersee | Biesdorf   | isolé       | isolé               | 7,6             | Gravière inondée |
| Bogensee             | Buch       | Seegraben   | Ersten Karpfenteich |                 |                  |
| Butzer See           | Kaulsdorf  |             | Eichwaldgraben      | 7,47            | Gravière inondée |

## D
| Nom         | Quartier         | Tributaire                                           | Émissaire                 | Superficie (ha) | Notes |
| ----------- | ---------------- | ---------------------------------------------------- | ------------------------- | --------------- | ----- |
| Dämeritzsee | Rahnsdorf Erkner | Spree Flakenfließ Bretterscher Graben Gosener Graben | Müggelspree Gosener Kanal | 103,6           |       |
| Dianasee    | Grunewald        | Canalisation du Grunewaldsee                         |                           | 2,5             |       |

## E
| Nom      | Quartier  | Tributaire | Émissaire      | Superficie (ha) | Notes            |
| -------- | --------- | ---------- | -------------- | --------------- | ---------------- |
| Elsensee | Mahlsdorf |            | Eichwaldgraben | 13,27           | Gravière inondée |

## F
| Nom          | Quartier     | Tributaire             | Émissaire | Superficie (ha) | Notes                          |
| ------------ | ------------ | ---------------------- | --------- | --------------- | ------------------------------ |
| Fauler See   | Wilhelmstadt |                        | Havel     |                 |                                |
| Fauler See   | Tiergarten   |                        | isolé     |                 |                                |
| Fauler See   | Weißensee    |                        | Panke     |                 |                                |
| Fennpfuhl    | Fennpfuhl    | isolé                  | isolé     | 0,5             | constitué pendant le Vistulien |
| Fennsee      | Wilmersdorf  | isolé                  | isolé     | 2,2             |                                |
| Flughafensee | Tegel        | Schwarzer-Graben-Kanal | isolé     | 30,6            |                                |

## G
| Nom                 | Quartier        | Tributaire                      | Émissaire                               | Superficie (ha) | Notes |
| ------------------- | --------------- | ------------------------------- | --------------------------------------- | --------------- | ----- |
| Gehrensee           | Falkenberg      | isolé                           | isolé                                   | 1,07            |       |
| Glienicker Lanke    | Wannsee Potsdam | Canal de Teltow                 | Havel                                   |                 |       |
| Griebnitzsee        | Wannsee Potsdam | Canal de Teltow                 | Havel Griebnitzseekanal Canal de Teltow | 59,2            |       |
| Grimnitzsee         | Wilhelmstadt    |                                 | Havel                                   | 7,4             |       |
| Große Krampe        | Müggelheim      |                                 | Dahme                                   |                 |       |
| Groß Glienicker See | Kladow Potsdam  |                                 | Havel                                   | 67,5            |       |
| Grunewaldsee        | Grunewald       | Kanal entlang des Langen Luches | Hundekehlegraben (vers l'Hundekehlesee) | 17,5            |       |

## H
| Nom                 | Quartier            | Tributaire    | Émissaire      | Superficie (ha) | Notes                    |
| ------------------- | ------------------- | ------------- | -------------- | --------------- | ------------------------ |
| Habermannsee        | Kaulsdorf Mahlsdorf |               | Eichwaldgraben | 15,25           | Gravière inondée         |
| Halensee            | Grunewald           | isolé         | isolé          | 5,7             |                          |
| Heiligensee         | Heiligensee         | Havel         | Havel          | 32              |                          |
| Herthasee           | Grunewald           | isolé         | isolé          | 1,3             |                          |
| Hermsdorfer See     | Hermsdorf           | Tegeler Fließ | Tegeler Fließ  | 5,89            |                          |
| Hönower Weiherkette | Hellersdorf         | isolé         | isolé          |                 | douze petits plans d'eau |
| Hubertussee         | Frohnau             | isolé         | isolé          | 1,4             | Plan d'eau artificiel    |
| Hubertussee         | Grunewald           | isolé         | isolé          | 2,5             |                          |
| Hundekehlesee       | Grunewald           | isolé         | isolé          | 7,2             |                          |

## J
| Nom         | Quartier        | Tributaire        | Émissaire                   | Superficie (ha) | Notes |
| ----------- | --------------- | ----------------- | --------------------------- | --------------- | ----- |
| Jungfernsee | Wannsee Potsdam | Havel Hasengraben | Havel Sacrow-Paretzer Kanal | 127,7           |       |

## K
| Nom                                        | Quartier     | Tributaire          | Émissaire            | Superficie (ha) | Notes |
| ------------------------------------------ | ------------ | ------------------- | -------------------- | --------------- | ----- |
| Karpfenteich                               | Lichterfelde | isolé               | isolé                |                 |       |
| Erster Karpfenteich                        | Buch         | Bogensee            | Zweiter Karpfenteich |                 |       |
| Zweiter Karpfenteich                       | Buch         | Erster Karpfenteich | Lietzengraben        |                 |       |
| Koenigssee                                 | Grunewald    | isolé               | isolé                | 2,2             |       |
| Krumme Lanke, également appelé Krumme Lake | Müggelheim   | isolé               | isolé                |                 |       |
| Krumme Lanke                               | Zehlendorf   | isolé               | isolé                | 14,5            |       |

## L
| Nom        | Quartier                               | Tributaire | Émissaire | Superficie (ha) | Notes |
| ---------- | -------------------------------------- | ---------- | --------- | --------------- | ----- |
| Langer See | Grünau Köpenick Müggelheim Schmöckwitz | Dahme      | Dahme     | 243             |       |
| Laßzinssee | Hakenfelde                             | isolé      | isolé     |                 |       |
| Lietzensee | Charlottenburg                         | isolé      | isolé     | 6,5             |       |
| Löwensee   | Wannsee                                | isolé      | isolé     |                 |       |

## M
| Nom               | Quartier                           | Tributaire                            | Émissaire   | Superficie (ha) | Notes                              |
| ----------------- | ---------------------------------- | ------------------------------------- | ----------- | --------------- | ---------------------------------- |
| Malchower See     | Malchow                            | isolé                                 | isolé       | 7,43            |                                    |
| Großer Müggelsee  | Friedrichshagen Köpenick Rahnsdorf | Müggelspree Fredersdorfer Mühlenfließ | Müggelspree | 766,2           | Le plus grand plan d'eau de Berlin |
| Kleiner Müggelsee | Müggelheim                         | Müggelspree Parine                    | Müggelspree | 16              |                                    |

## N
| Nom                    | Quartier                | Tributaire | Émissaire | Superficie (ha) | Notes |
| ---------------------- | ----------------------- | ---------- | --------- | --------------- | ----- |
| Neuer See              | Tiergarten              | isolé      | isolé     |                 |       |
| Nikolassee             | Nikolassee              | isolé      | isolé     | 5,6             |       |
| Nieder Neuendorfer See | Heiligensee Hennigsdorf | Havel      | Havel     | 94,6            |       |

## O
| Nom       | Quartier             | Tributaire | Émissaire | Superficie (ha) | Notes                 |
| --------- | -------------------- | ---------- | --------- | --------------- | --------------------- |
| Obersee   | Alt-Hohenschönhausen | isolé      | isolé     | 3,8             | Plan d'eau artificiel |
| Orankesee | Alt-Hohenschönhausen | isolé      | isolé     | 4,1             |                       |

## P
| Nom            | Quartier     | Tributaire | Émissaire               | Superficie (ha) | Notes |
| -------------- | ------------ | ---------- | ----------------------- | --------------- | ----- |
| Parschenkessel | Wannsee      | Havel      | Havel                   |                 |       |
| Pechsee        | Grunewald    | isolé      | isolé                   |                 |       |
| Pichelssee     | Wilhelmstadt | Havel      | Havel                   |                 |       |
| Plötzensee     | Wedding      | isolé      | isolé                   | 7,62            |       |
| Pohlesee       | Wannsee      |            | Havel Griebnitzseekanal |                 |       |

## R
| Nom               | Quartier    | Tributaire | Émissaire | Superficie (ha) | Notes |
| ----------------- | ----------- | ---------- | --------- | --------------- | ----- |
| Rummelsburger See | Rummelsburg |            | Spree     |                 |       |

## S
| Nom              | Quartier           | Tributaire             | Émissaire               | Superficie (ha) | Notes |
| ---------------- | ------------------ | ---------------------- | ----------------------- | --------------- | ----- |
| Schäfersee       | Reinickendorf      |                        |                         | 4,5             |       |
| Scharfe Lanke    | Wilhelmstadt       |                        | Havel                   |                 |       |
| Schlachtensee    | Zehlendorf         | isolé                  | isolé                   | 42,1            |       |
| Seddinsee        | Schmöckwitz        | Dahme Oder-Spree-Kanal | Dahme Gosener Kanal     | 268,5           |       |
| Spektelake       | Falkenhagener Feld | isolé                  | isolé                   |                 |       |
| Großer Spektesee | Falkenhagener Feld | isolé                  | isolé                   |                 |       |
| Steinbergsee     | Waidmannslust      | Packereigraben         | Packereigraben          | ca. 0,9         |       |
| Stölpchensee     | Wannsee            |                        | Havel Griebnitzseekanal |                 |       |
| Stößensee        | Wilhelmstadt       | Hauptgraben Hohler Weg | Havel                   |                 |       |

## T
| Nom                                   | Quartier          | Tributaire                     | Émissaire | Superficie (ha) | Notes |
| ------------------------------------- | ----------------- | ------------------------------ | --------- | --------------- | ----- |
| Tegeler See (avec le Großer Malchsee) | Konradshöhe Tegel | Tegeler Fließ Havel Nordgraben | Havel     | 384,3           |       |
| Teufelssee                            | Grunewald         | isolé                          | isolé     | 2,4             |       |
| Teufelssee                            | Köpenick          | isolé                          | isolé     | 1,6             |       |

## W
| Nom               | Quartier           | Tributaire | Émissaire               | Superficie (ha) | Notes                              |
| ----------------- | ------------------ | ---------- | ----------------------- | --------------- | ---------------------------------- |
| Waldsee           | Hermsdorf          | isolé      | isolé                   | 2,5             |                                    |
| Waldsee           | Zehlendorf         | isolé      | isolé                   |                 | Seulement accessible aux riverains |
| Großer Wannsee    | Nikolassee Wannsee | Havel      | Havel Griebnitzseekanal | 273,2           |                                    |
| Kleiner Wannsee   | Wannsee            |            | Havel Griebnitzseekanal |                 |                                    |
| Weißer See        | Weißensee          | isolé      | isolé                   | 8,4             |                                    |
| Wilmersdorfer See | Wilmersdorf        | isolé      | isolé                   |                 | comblé en 1915                     |
| Wuhlesee          | Biesdorf Kaulsdorf | Wuhle      | Wuhle                   |                 |                                    |

## Z
| Nom           | Quartier            | Tributaire    | Émissaire     | Superficie (ha) | Notes |
| ------------- | ------------------- | ------------- | ------------- | --------------- | ----- |
| Zeuthener See | Schmöckwitz Zeuthen | Dahme         | Dahme         | 232,5           |       |
| Ziegeleisee   | Lübars              | Tegeler Fließ | Tegeler Fließ | 4,69            |       |